# Ligne de Wunstorf à Brême
La ligne Wunstorf-Brême est l'une des lignes ferroviaires les plus importantes de Basse-Saxe et d'Allemagne, car elle relie Brême et Bremerhaven à Hanovre via Verden, Nienburg et Wunstorf. La gare de triage de Seelze (de) et Hanovre est accessible par la ligne de Minden, qui relie Wunstorf. La ligne Wunstorf-Bremerhaven mesure 172,8 km de long et porte le numéro de ligne 1740 .
La ligne principale à double voie, longue de 100,9 kilomètres, est entièrement électrifiée et équipée d'une radio ferroviaire numérique GSM-R. La vitesse maximale autorisée est de 160 km/h, la charge maximale autorisée par essieu est de 22,5 tonnes et la charge au compteur est de 8,0 tonnes/mètre, ce qui correspond à la classe de ligne D4

## Histoire

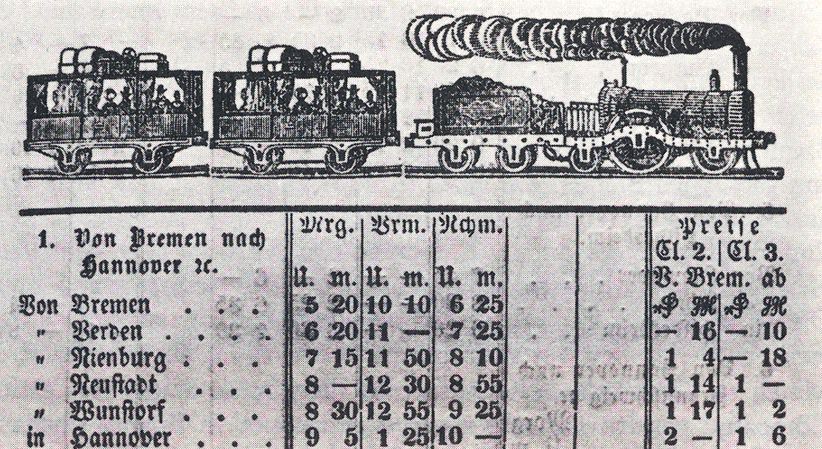
Horaires de la ligne ferroviaire de Brême à Hanovre depuis 1854

Contrairement aux souhaits prussiens, la ligne de chemin de fer vers Brême, financée conjointement avec la ville hanséatique libre de Brême, ne commence pas à Minden, mais à Wunstorf près d'Hanovre en tant que branche de la ligne ouverte le 15 juin 1845. La ligne ferroviaire Hanovre-Minden des chemins de fer royaux hanovriens est ouverte en octobre 1847. Depuis son ouverture le 12 décembre 1847, la ligne Wunstorf-Brême est devenue l'une des lignes ferroviaires les plus importantes des États allemands, car elle relie les ports de Brême et de Basse-Saxe aux États allemands du sud. En 1857, la ligne est convertie en voie double
Les voies de desserte importantes sont la ligne Brême-Bremerhaven (de) (depuis 1862, prolongée plus tard jusqu'à Cuxhaven) et la ligne Oldenbourg-Brême (de) (depuis 1867, prolongée jusqu'à Wilhelmshaven et Emden).
Les lignes de liaison sont la ligne d'Amérique (de) vers Stendal, la ligne Verden-Rotenburg (de) et la ligne Nienburg-Minden (de). Des lignes secondaires existent de Wunstorf à Stolzenau via le ligne du lac de Steinhude (de), de Nienburg/Weser à Uchte et Sulingen, d'Eystrup via Hoya et Bruchhausen-Vilsen à Syke, de Wahnebergen via Schwarmstedt à Celle (ligne Celle-Wahnebergen (de)) et de Verden (Aller) à Walsrode (ligne Verden (Aller)-Walsrode Nord (de)).
Le service de train électrique entre Hanovre et Brême commence le 14 décembre 1964. Les trains locaux avec des voitures argentées (de) à quatre essieux sont appelés Flèches d'Argent. Peu habitués à leur accélération, certains passagers qui se lèvent trop tard ont au début des accidents jusqu'à l'introduction du verrouillage centralisé des portes.
Le pont Aller, long de 375 mètres, près de Verden (de), avec 15 arches en briques de 1867 et une section centrale en acier de 130 mètres de long de 1950, avec des superstructures séparées pour chaque voie directionnelle, est remplacé par un nouveau bâtiment de 2012 à 2015. Le nouveau bâtiment est situé sur un nouveau terrain de 13,8 mètres à l'est et est un pont à auges avec huit ouvertures et une portée maximale de 80 mètres au-dessus de l'Aller

## Parcours
À Wunstorf, cette ligne bifurque de la ligne Hanovre-Minden vers le nord jusqu'aux tourbières de Hanovre (de). Il passe d'abord à l'ouest de la Leine et tourne dans la vallée de la Weser près de Neustadt am Rübenberge en direction de Nienburg. Il reste sur la rive droite de la Weser jusqu'à son terminus à Brême. Avant cela, il traverse l'Aller près de Verden et tourne vers le nord-ouest près de Langwedel à travers le Verden Geest et la Marche de la Weser (de).

## Trafic
L'itinéraire est très fréquenté par les trains de voyageurs et de marchandises. La construction de la ligne Y Hambourg/Brême-Hanovre (de) a pour objectif de soulager la ligne, mais elle n'est pas poursuivie plus loin. Les services de transport de passagers sont principalement assurés par la Deutsche Bahn, seules les catégories de trains inférieures entre la gare centrale de Brême et Verden sont assurées par la NordWestBahn (de) (NWB) depuis décembre 2010 dans le cadre de la ligne RS1 du Regio-S-Bahn de Brême. Les services de la ligne RB37 de la gare centrale de Brême à Langwedel et plus loin à Uelzen sont exploités par la filiale de la DB Transports régionaux Start Allemagne (de).

### Transport de passagers longue distance
Le transport ferroviaire de voyageurs sur de longues distances est assuré par des trains express et rapides. De juin 1969 à mai 1980, le Trans-Europ-Express (de) (TEE 74/75, puis TEE 90/91) circule entre Hanovre et Brême. Les trains Intercity-Express (ICE) de la ligne 25 Brême-Munich et Intercity (IC) de la ligne 56 Norddeich Mole-Emden-Oldenbourg-Brême-Leipzig toutes les deux heures. Les trains ICE circulent généralement entre les gares centrales d'Hanovre et de Brême sans arrêt, tandis que les trains Intercity, qui circulent une heure plus tard, desservent également Verden et Nienburg.

### Transport régional
Dans le transport ferroviaire local de voyageurs, des trains Regional Express circulent toutes les deux heures entre Hanovre et Brême (RE) des lignes de Hanovre – Bremerhaven-Lehe (de) (RE8) et Hanovre – Norddeich Mole (RE1), de sorte qu'il existe un service toutes les heures entre Hanovre et Brême. Les trains s'arrêtent à Wunstorf, Neustadt am Rübenberge, Nienburg (Weser), Eystrup, Dörverden, Verden (Aller), Achim, Brême-Mahndorf et la gare centrale de Brême. Les trains réversibles pouvant atteindre 160 km/h sont formés de six (RE8) ou sept (RE1) voitures à deux niveaux et sont propulsés par des locomotives de la série DB 146.1 du dépôt de Brême. En 2008, la Deutsche Bahn acquit en 2002 pour cette ligne du Regional Express 8 locomotives et 40 voitures à deux niveaux. L'État de Basse-Saxe contribue pour moitié aux coûts totaux à hauteur d'environ 66 millions d'euros

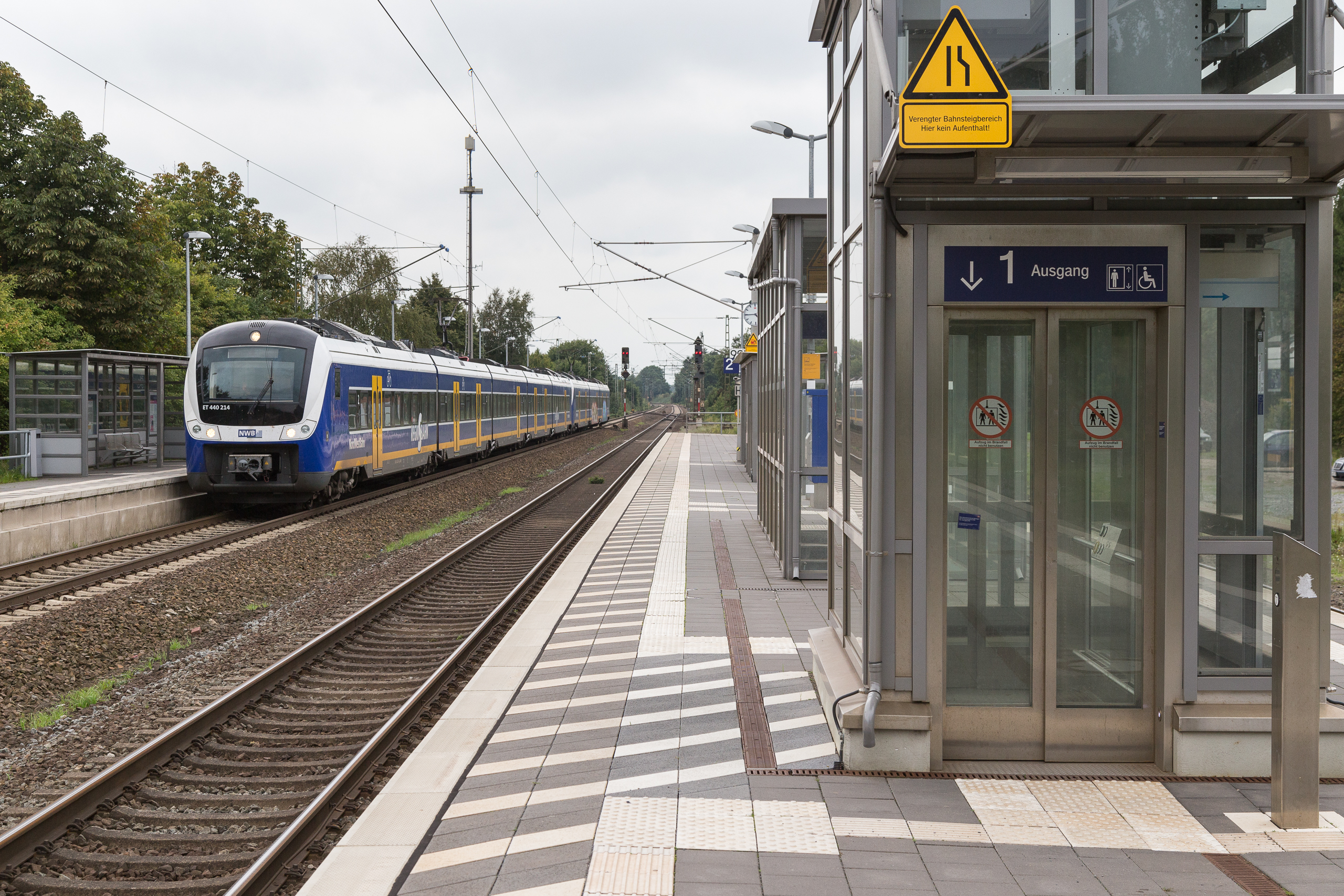
Halte d'Etelsen (Langwedel) avec un train de la ligne RS1

Sur le tronçon nord de la ligne entre Verden et la gare centrale de Brême, la ligne RS1 Verden– Brême-Vegesack–Brême-Farge du Regio-S-Bahn de Brême/Basse-Saxe circule toutes les heures, avec un intervalle de 30 minutes en semaine, sauf en fin de matinée et en soirée. Les trains Regio-S-Bahn s'arrêtent à toutes les gares du parcours. Des rames de trois et cinq voitures de type Alstom Coradia Continental (de) sont utilisées
Le trafic est assuré par des trains régionaux circulant toutes les deux heures sur la ligne d'Amérique (de) Uelzen (de)-Brême, qui s’arrête à Langwedel, Achim et – depuis décembre 2016 – à Brême-Mahndorf. Avec le changement d'horaire en décembre 2008, les trajets des trains ont été temporairement raccourcis à la ligne Uelzen–Soltau–Langwedel. Des autorails diesel de la série 628 basés au dépôt de Brunswick sont utilisés. De décembre 2011 à décembre 2021, le trafic sur l'Uelzen – Brême par erixx (de) avec des autorails de la série 648, depuis lors le trafic est assuré avec les mêmes véhicules par la filiale DB Transports régionaux Start Allemagne (de).

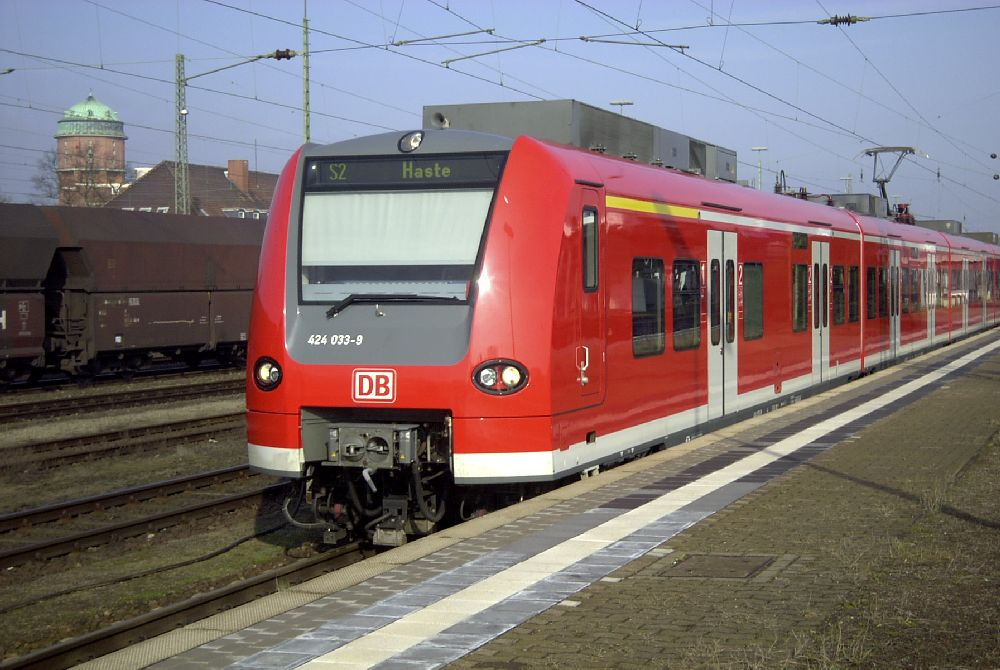
S-Bahn à Nienburg (Weser)

La ligne S2 Nienburg – Wunstorf – Hanovre – Le S-Bahn de Hanovre circule toutes les heures. Aux heures de pointe, des trains express régionaux supplémentaires circulent également entre Nienburg et Hanovre. Depuis décembre 2016, deux de ces trains circulent vers le sud le matin et vers le nord l'après-midi/soir sur l'ensemble du parcours. Le tronçon entre Nienburg et Verden est desservi les week-ends jusqu'en 2017 par des trains régionaux de la « ligne Weser-Aller (de) » (Minden – Rotenburg). Les trains circulent toutes les deux heures et s'arrêtent dans les quatre stations de ce tronçon. Sur la section de Brême-Eystrup, le tarif de l'association des transports de Brême/Basse-Saxe (de) s'applique aux trains régionaux (VBN), de Hagen (Han) à Hanovre, le Grand Hanovre Transport (de) (GVH).

### Transport de marchandises

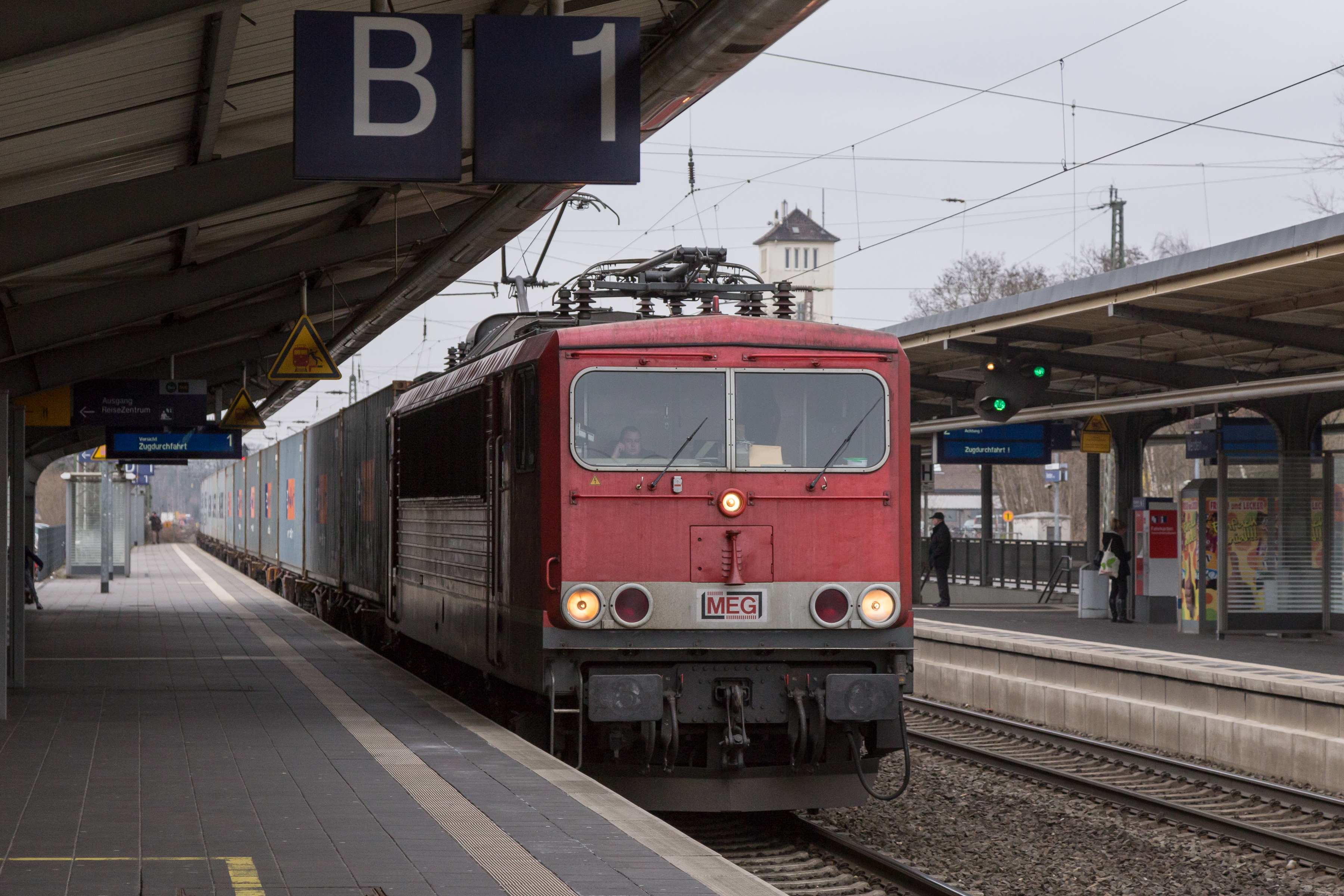
Le train de conteneurs MEG passe par la gare de Verden (Aller)

La ligne ferroviaire est régulièrement utilisée par des trains de conteneurs à destination et en provenance de Bremerhaven ainsi que par des trains de transport de voitures. La gare de triage de Seelze (de) est une plaque tournante du transport de marchandises ferroviaires dans le nord de l'Allemagne. Les trains de marchandises empruntent leur propre itinéraire de marchandises entre Seelze et Wunstorf et sont ensuite mélangés aux trains de voyageurs. À Verden et Nienburg, un trafic de marchandises supplémentaire est assuré via la ligne ferroviaire Weser-Aller depuis Hambourg et Minden.